# Studiorum ducem
Studiorum ducem est une encyclique du pape Pie XI, publiée le 29 juin 1923 à l'occasion du sixième centenaire de la canonisation de saint Thomas d'Aquin, consacrée à rappeler le souvenir du dominicain considéré comme l'un des principaux maîtres de la théologie catholique.

## Source
- (it) Cet article est partiellement ou en totalité issu de l’article de Wikipédia en italien intitulé « Studiorum Ducem » (voir la liste des auteurs).